# Wolfram Fleischhauer

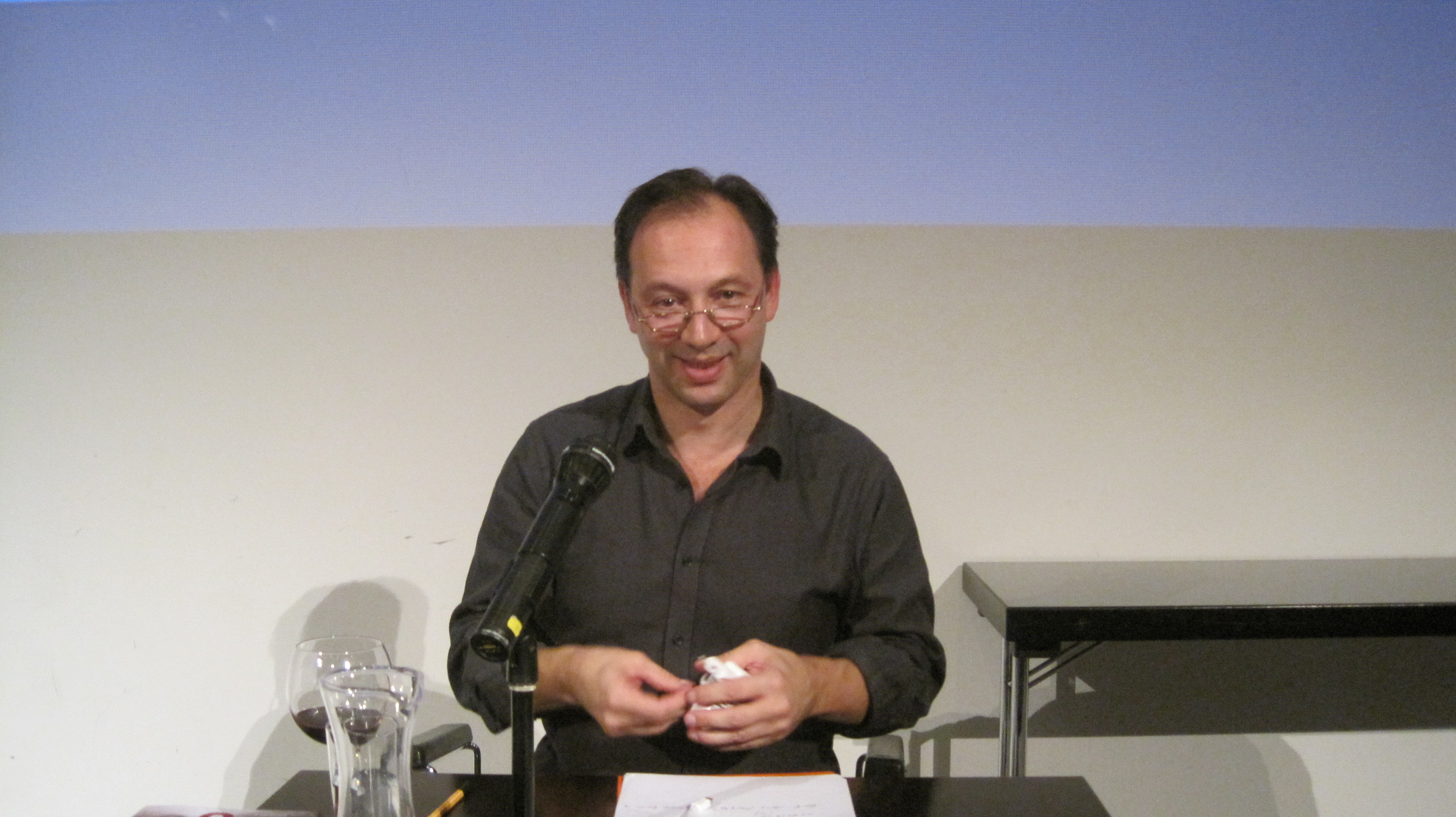
Wolfram Fleischhauer, Marburg 2011

Wolfram Fleischhauer (* 9. Juni 1961 in Karlsruhe) ist ein deutscher Schriftsteller und Dolmetscher.

## Leben
Fleischhauer wuchs in Karlsruhe auf und machte 1982 Abitur am Fichte-Gymnasium. Er studierte Literaturwissenschaften in Deutschland (Berlin), Frankreich, den USA und Spanien. Für seine Tätigkeit als Konferenzdolmetscher pendelt er zwischen Brüssel und Berlin, wo er mit seiner Frau und seinen beiden Kindern lebt.
1996 gelang ihm mit dem kunsthistorischen Tatsachenkrimi Die Purpurlinie der schriftstellerische Durchbruch. Fleischhauer sieht sich selbst zwischen dem „Elfenbeinturm“ der hohen Literatur und dem „marktschreierischen Parterre“ beheimatet – bei den Erzählern. Sein Roman Drei Minuten mit der Wirklichkeit (2001) wurde durch das zentrale Thema des Tangos in der deutschen Tango-Argentino-Szene schnell zum Kultbuch.

## Kritik
- zum Roman Schule der Lügen: „Fleischhauer ist ein großartiger Erzähler, der es versteht, ein Geschehen zu entwickeln, das bis zum Schluss nicht nur spannend sondern auch zeitgeschichtlich faszinierend daherkommt.“[1]
- zum Roman Drei Minuten mit der Wirklichkeit: „Fleischhauer erweist sich auch in diesem Roman als professioneller Erzähler, der Spannung aufbauen, erhalten und zu einem unerwarteten Ende führen kann. Er entwickelt dabei eine große Zuneigung zu seinen Romanfiguren, was schließlich dem Leser zugute kommt. Eine faszinierende Liebesgeschichte.“[2]
- zum Film Fikkefuchs: "Der Film "Fikkefuchs" zeigt Männer, die nicht mehr mit Frauen umgehen können. Er ist die düstere Vision einer Gesellschaft, die nichts aus der #MeToo-Debatte gelernt hat." (Süddeutsche Zeitung)[3]
- zum Roman Das Meer: "Dieser Roman ist ein Öko-Thriller – realitätsnah, erschreckend und sehr spannend."[4]

## Werke

### Prosa
- Die Purpurlinie. Knaur TB, 2003, ISBN 978-3-426-62592-7.
- Die Frau mit den Regenhänden. Schneekluth, München 2001, ISBN 3-7951-1723-2.
- Drei Minuten mit der Wirklichkeit. Schneekluth, München 2001, ISBN 3-7951-1724-0.
- Das Buch, in dem die Welt verschwand. Droemer, München 2003, ISBN 3-426-19672-7.
- Die Verschwörung der Engel (= Die Legenden von Phantásien). Droemer Knaur, München 2004, ISBN 3-426-19646-8.
- Schule der Lügen. Piper, München/Zürich 2006, ISBN 978-3-492-04846-0 (erscheint inzwischen unter dem Titel Die Inderin).
- Der gestohlene Abend. Piper, München/Zürich 2008, ISBN 978-3-492-04847-7.
- Torso. Droemer Knaur, München 2011, ISBN 978-3-426-19853-7.
- Schweigend steht der Wald. Droemer Knaur, München 2013, ISBN 978-3-426-19854-4.
- Das Meer. Droemer Knaur, München 2018, ISBN 978-3-426-19855-1.
- Die dritte Frau. Droemer Knaur, München 2021, ISBN 978-3-426-28194-9.

### Drehbücher
- 2017: Fikkefuchs (gemeinsam mit Jan Henrik Stahlberg) – Regie: Jan Henrik Stahlberg
- 2022: Schweigend steht der Wald – Regie: Saralisa Volm

## Auszeichnungen
- Deutscher Krimi Preis, 2000